# Рюдзодзи Иэканэ
Рюдзодзи Иэканэ (яп. 龍造寺 家兼, 1454 — 10 апреля 1546) — японский военачальник, даймё периодов Муромати и Сэнгоку. Прадед даймё Рюдзодзи Таканобу и Набэсимы Наосигэ.

## Биография
Пятый сын Рюдзодзи Ясуиэ, главы рода Рюдзодзи и кокудзина (землевладельца) провинции Хидзэн.
Первоначально Иэканэ основал побочную ветвь семьи, Мидзугаэ-Рюдзодзи, но из-за внутренних разногласий и ранней смерти главы рода Рюдзодзи, основная ветвь теряла влияние, поэтому он занимался поддержанием основной ветви. Однако Иэканэ, будучи настойчивым и решительным, вскоре взял под контроль реальную власть в семье и стал главным вассалом господ из рода Сёни.
В 1530 году Оути Ёситака доверил своему вассалу Суги Окикадзу 10 000 солдат для вторжения, но Иэканэ отразил их у притока реки Тикуго в битве при Тадэнаватэ. После этой битвы Оути Ёситака признал способности Иэканэ и посоветовал ему отвернуться от Сёни и последовать за Оути. Поскольку Иэканэ был тодзама-вассалом (Рюдзодзи были бывшими вассалами рода Кюсю-Тиба, изгнанного Сёни), он не оказал активной помощи, когда Оути напал на его господина Сёни Сукэмото. В конце концов Сукэмото был вынужден покончить с собой, а Иэканэ заподозрили в предательстве своего хозяина. Однако, поскольку Иэканэ продолжал служить Сёни Фуюхисе, сыну Сукэмото, всё ещё остаются вопросы относительно того, действительно ли Иэканэ намеревался восстать против Сёни.
В 1538 году Иэканэ совершил постриг и взял себе имя Готю (剛忠).
В 1545 году Баба Ёритика, вассал Сёни, возмутился отсутствию поддержки Готю во время нападения на Сукэмото, увидев в этом мятеж с целью убийства своего господина. В результате, Ёритика убил двоих сыновей Готю и четверо его внуков. Готю едва смог сбежать в провинцию Тикуго, где был защищён Камати Акимори, хозяином замка Янагава. Поскольку Готю было больше 90 лет, он выжил, не подвергаясь жестокому преследованию.
В 1546 году Готю, поддерживаемый родом Камати, собрал армию для возвращения, а Набэсима Киёфуса, убив Бабу Ёритику, спровоцировал восстание и восстановление рода Рюдзодзи. Рюдзодзи Готю призвал своего правнука Танэнобу обратно к светской жизни и, доверив ему свои незавершённые дела, вскоре после этого умер.